# Jackie Scott
John „Jackie“ Scott (* 22. Dezember 1933 in Belfast; † Juni 1978 in Manchester) war ein nordirischer Fußballspieler. Er zählte in der ersten Hälfte der 1950er Jahre zu den „Busby Babes“ von Manchester United, kam jedoch nur selten in der ersten Mannschaft zum Einsatz und wechselte schließlich zu Grimsby Town. Dort war er sieben Jahre in der zweiten und dritten Liga Stammspieler. Darüber hinaus gehörte er dem nordirischen Kader bei der WM-Endrunde 1958 in Schweden an.

## Sportlicher Werdegang
Der in Belfast geborene Scott spielte in seiner Jugend für den Boyland Youth Club und Ormond Star. Im Jahr 1950 entdeckten ihn Talentscouts von Manchester United und nach einem anfänglichen Engagement in der Nachwuchsabteilung von „United“ unterschrieb er im Oktober 1951 seinen ersten Profivertrag. Ein Jahr später debütierte er am 4. Oktober 1952 gegen die Wolverhampton Wanderers, wobei die Partie des amtierenden Meisters deftig mit 2:6 verloren ging. In den anschließenden vier Jahren waren die weiteren Bewährungsgelegenheiten für Scott rar. Er konnte sich gegen die Konkurrenz auf seiner Position des Flügelstürmers zumeist nicht durchsetzen und auf dem Weg zur erneuten Meisterschaft im Jahr 1956 war sein Beitrag mit nur einem Ligaeinsatz gegen Preston North End (1:3) zu gering für eine offizielle Medaille. Noch im selben Jahr verließ er den Klub in Richtung Grimsby Town, das gerade erst in die zweite Liga aufgestiegen war. Scott hatte nur drei Pflichtspiele für die erste Mannschaft von Manchester United bestritten und alle verloren.
In Grimsby fand Scott sein sportliches Glück und seine beständigen Leistungen dort blieben auch den Verantwortlichen der nordirischen Nationalmannschaft nicht verborgen. Nach einer Berufung in die B-Auswahl im Jahr 1957 zählte er auch zum Kader der A-Mannschaft, die zur WM-Endrunde 1958 nach Schweden aufbrach. Dort bestritt Scott gegen die CSSR (2:1) und Frankreich (0:4) seine beiden ersten und einzigen Länderspiele für Nordirland. In Grimsby verbrachte Scott sieben Jahre, schoss dabei in 250 Pflichtspielen 54 Tore und nach dem zwischenzeitlichen Abstieg 1959 in die Drittklassigkeit gelang ihm drei Jahre später die Rückkehr in die Second Division. Im Jahr 1963 wechselte er zum Viertligisten York City. Dort und später beim FC Margate in der Southern League ließ er seine aktive Laufbahn bis 1966 ausklingen.
Scott starb im Alter von nur 44 Jahren nach einem Unfall an einer Baustelle.